# James Van Praagh
James Van Praagh, född  23 augusti 1958 i Bayside i New York, är författare och ett medium som säger sig kunna kommunicera med andar från avlidna såväl människor som husdjur. Han har skrivit flera böcker med detta ämne. Från 2002 till 2003 var han värd för TV-serien "Beyond With James Van Praagh". Denna började sändas 2007 i Sverige på TV4 Plus under namnet Mannen som talar med andar. Van Praagh ingick senare avtal med CBS där flera TV-filmer producerades såsom miniserien "Living With The Dead" (2002) och spelfilmen "The Dead Will Tell" (2004) baserade på hans böcker. James Van Praagh var även medproducent för dramaserien Ghost Whisperer (2005–2010).

## Huvuddragen i böcker och filmer
I Förlåtelsens helande kraft ["Unfinished Business: What the Dead Can Teach Us about Life"] berättar han om sin kommunikation med andar som "tagit sig över gränsen mellan de levande och döda för att sända budskap till sina nära och kära". Utifrån dessa samtal med andevärlden ger han läsaren livsråd. Han talar om faran av att bära på negativa känslor från det förflutna, såsom skuld, rädsla och ånger. Men också om betydelsen av karma, förlåtelse och ansvar för tankar och handlingar.

## Kritik
Kritiker av Van Praagh hävdar att han använder en teknik kallad cold reading för att simulera medial förmåga. De pekar också på tillfällen då Van Praagh haft fel, som till exempel då han talade om för föräldrarna till den kidnappade Shawn Hornbeck att pojkens kropp skulle kunna hittas i en järnvägsvagn. Hornbeck hittades levande fyra år senare. Han hade blivit kidnappad, men varken dödad eller kidnappad av en järnvägsarbetare som Van Praagh hade antytt.

## Böcker av James Van Praagh (urval)
- Talking to Heaven: A Medium's Message of Life After Death
  - Tala med himlen : ett mediums budskap om livet efter döden, översättning Ann Björkhem (Stockholm : Forum, 1999)
- Reaching to Heaven: A Spiritual Journey Through Life & Death
- Heaven & Earth: Making the Psychic Connection
  - Himlen på jorden : hur man skapar andlig kontakt, översättning Kerstin Kennedy (Malmö : Richter, 2003)
- Healing Grief: Reclaiming Life After Any Loss
- Meditation with James Van Praagh
- Looking Beyond: A Teen's Guide to the Spiritual World